# 眉山郡
眉山郡，中国隋朝时设置的郡。
大业三年（607年）置，治所在龙游县（今四川省乐山市）。辖境相当今四川省乐山、峨眉山、夹江、洪雅、丹棱、青神、眉山、峨边等市县地。唐朝武德元年（618年）改为嘉州。